# Walter-Witzenmann-Preis
Der Walter-Witzenmann-Preis ist ein deutscher Wissenschaftspreis.
Der mit 6000 Euro dotierte Preis wurde im Jahr 1997 von dem Pforzheimer Unternehmer Walter Witzenmann zur Förderung des kulturwissenschaftlichen Nachwuchses im Land Baden-Württemberg gestiftet.
Prämiert werden wissenschaftliche Arbeiten aus dem Bereich der Kulturwissenschaften, die von einer Hochschule oder einem Forschungsinstitut des Landes Baden-Württemberg als wissenschaftliche Leistung angenommen und in den jeweils vergangenen zwei Jahren publiziert oder zur Publikation eingereicht wurden. Die vorgeschlagenen Forscherinnen und Forscher sollten nicht älter als 35 Jahre sein.
Die jährliche Verleihung findet durch die philosophisch-historische Klasse der Heidelberger Akademie der Wissenschaften statt.

## Preisträger
- 1998 – Johannes Georg Roth für seine Arbeit Alfeni Digesta. Untersuchungen zu einer spätrepublikanischen Juristenschrift
- 1999 – Cathrin Brockhaus für ihre Studie Aphra Behn und ihre Londoner Komödien: Die Dramatikerin und ihr Werk im England des ausgehenden 17. Jahrhunderts.
- 2000 – Thomas Lobinger für Rechtsgeschäftliche Verpflichtung und autonome Bindung. Zu den Entstehungsgründen vermögensaufstockender Leistungspflichten im bürgerlichen Recht
- 2001 – Lorenz Korn für Ayyubidische Architektur in Ägypten und Syrien – Bautätigkeit im Kontext von Politik und Gesellschaft 564–658/1169–1258
- 2002 – Sabine Jung (* 1973) für ihre Dissertation Die Logik direktdemokratischer Verfahren an der Universität Mannheim.
- 2003 – Thorsten Valk (* 1972) für seine Dissertation Melancholie im Werk Goethes. Genese – Symptomatik – Therapie an der Universität Freiburg.
- 2004 – Andreas Deutsch für seine Arbeit Der Klagspiegel und sein Autor Conrad Heyden. Zu Entstehung, Inhalt und Bedeutung eines Rechtsbuchs und der Rezeptionszeit
- 2005 – Antje Tumat für ihre Arbeit Dichterin und Komponist: Ästhetik und Dramaturgie in Ingeborg Bachmanns und Hans Werner Henzes »Der Prinz von Homburg« 2002
- 2006 – Christine G. Krüger für ihre Dissertation »Sind wir denn nicht Brüder?« Deutsche Juden im nationalen Krieg 1870/71
- 2007 – Barbara Beßlich für Der deutsche Napoleon-Mythos. Literatur und Erinnerung (1800–1945)
- 2008 – Alexander Sigelen für Zacharias Geizkofler (1560–1617). Fürstendienst und Familienpolitik. Eine biographische Fallstudie zur politischen Kultur im Heiligen Römischen Reich um 1600
- 2009 – Stephan Ulrich Herzberg: Wahrnehmung und Wissen bei Aristoteles
- 2010 – Philipp W. Stockhammer: Kontinuität und Wandel ‒ Die Keramik der Nachpalastzeit aus der Unterstadt von Tiryns
- 2011 – Jost Eickmeyer: Der jesuitische Heroidenbrief. Zur Christianisierung und Kontextualisierung einer antiken Gattung in der Frühen Neuzeit
- 2012 – Felix K. Maier: Überall mit dem Unerwarteten rechnen – Die Kontingenz historischer Prozesse bei Polybios
- 2013 – Chris Thomale: Leistung als Freiheit – Erfüllungsautonomie im Bereicherungsrecht
- 2014 – Tobias Dangel: Hegel und die Geistmetaphysik des Aristoteles
- 2015 – Jörg Domisch: Zur Frage eines Besitzübergangs auf den Erben im klassischen römischen Recht
- 2016 – Christoph Begass: Die Senatsaristokratie des Oströmischen Reiches, ca. 457–518. Prosopographische und sozialgeschichtliche Untersuchungen
- 2017 – Jochen Rauber: Strukturwandel als Prinzipienwandel
- 2018 – Simon Cubelic: Die koloniale Restauration des Dharmaśāstra. Das Obligationenrecht in Sarvoru Śarmans Vivādasārārņava
- 2019 – Karoline Reinhardt: Kant und die Migration. Eine Untersuchung zur systematischen Aktualität des Weltbürgerrechts
- 2020 – Max Stille: Islamic Sermons and Public Piety in Bangladesh: The Poetics of Popular Preaching
- 2021 – Daniel Rothenburg: Too Much Water. Irrigation, Salinity, and Communities in the Murray-Darling-Basin, Australia. An Enviromental History
- 2022 – Leonie N. Bossert: Gemeinsame Zukunft für Mensch und Tier – Tiere in der Nachhaltigen Entwicklung
- 2023 – Johanna Jebe: Regeln, Schrift, Correctio – Karolingerzeitliche Entwürfe von Mönchtum im Spiegel der Schriftproduktion aus St. Gallen und Fulda
- 2024 – Paula Johanna Zschoche: Haftung der Gewerkschaft für Arbeitskämpfe
- 2025 – Simon Linder: Eine streitende Kirche in digitaler Gegenwart[1]